# Parc forestier et zoologique de Hann
Le Parc forestier et zoologique de Hann (PFZH) est une réserve naturelle du Sénégal située à Dakar, sur la commune d'arrondissement de Hann Bel-Air.

## Historique
Le parc est créé en 1903 par le Gouverneur Martial Merlin. Il s'agit d'abord d'un jardin public, ainsi que d'une pépinière, comme on en ouvrait alors en AOF.

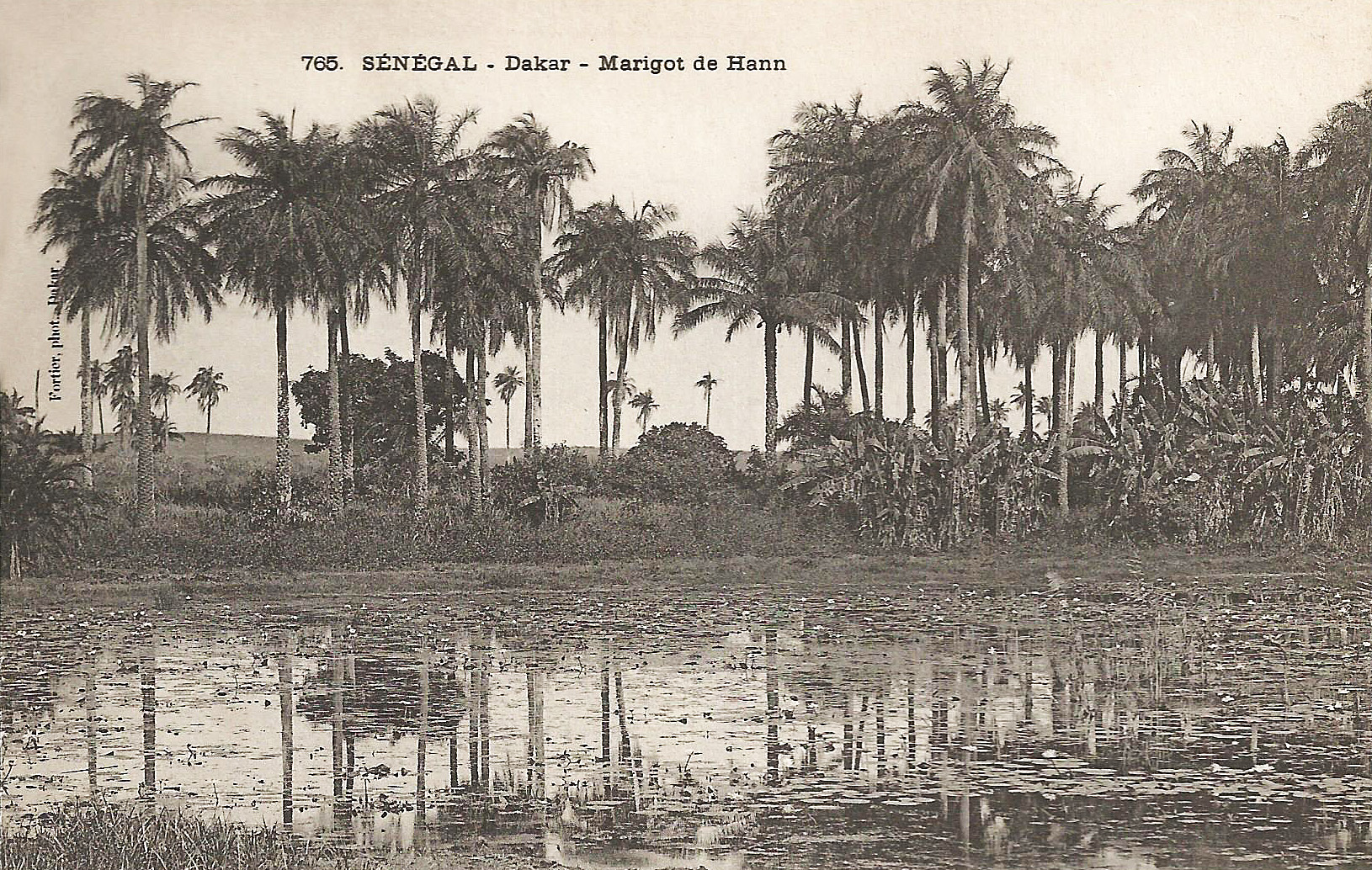
Marigot.
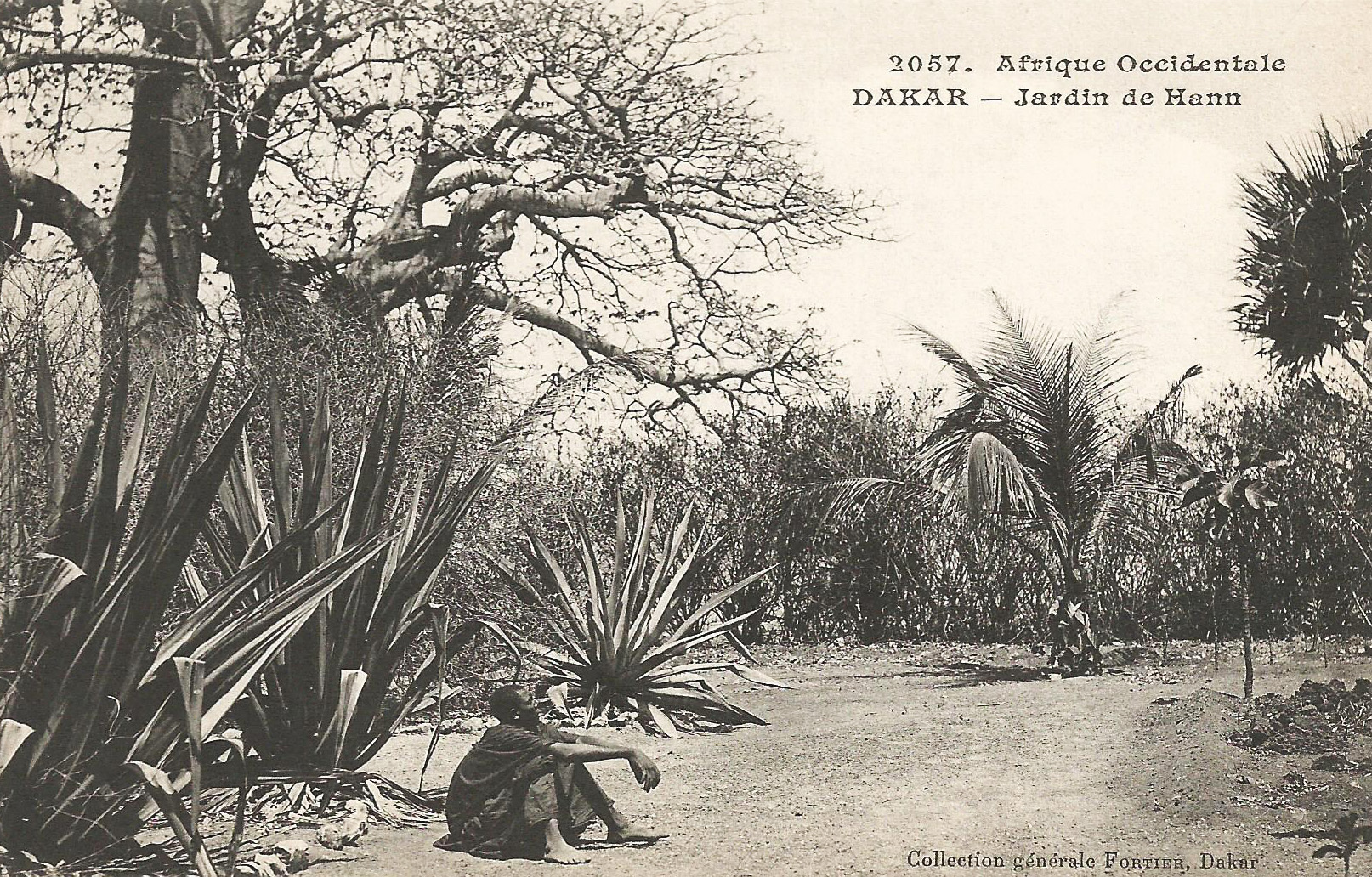
Jardin public.
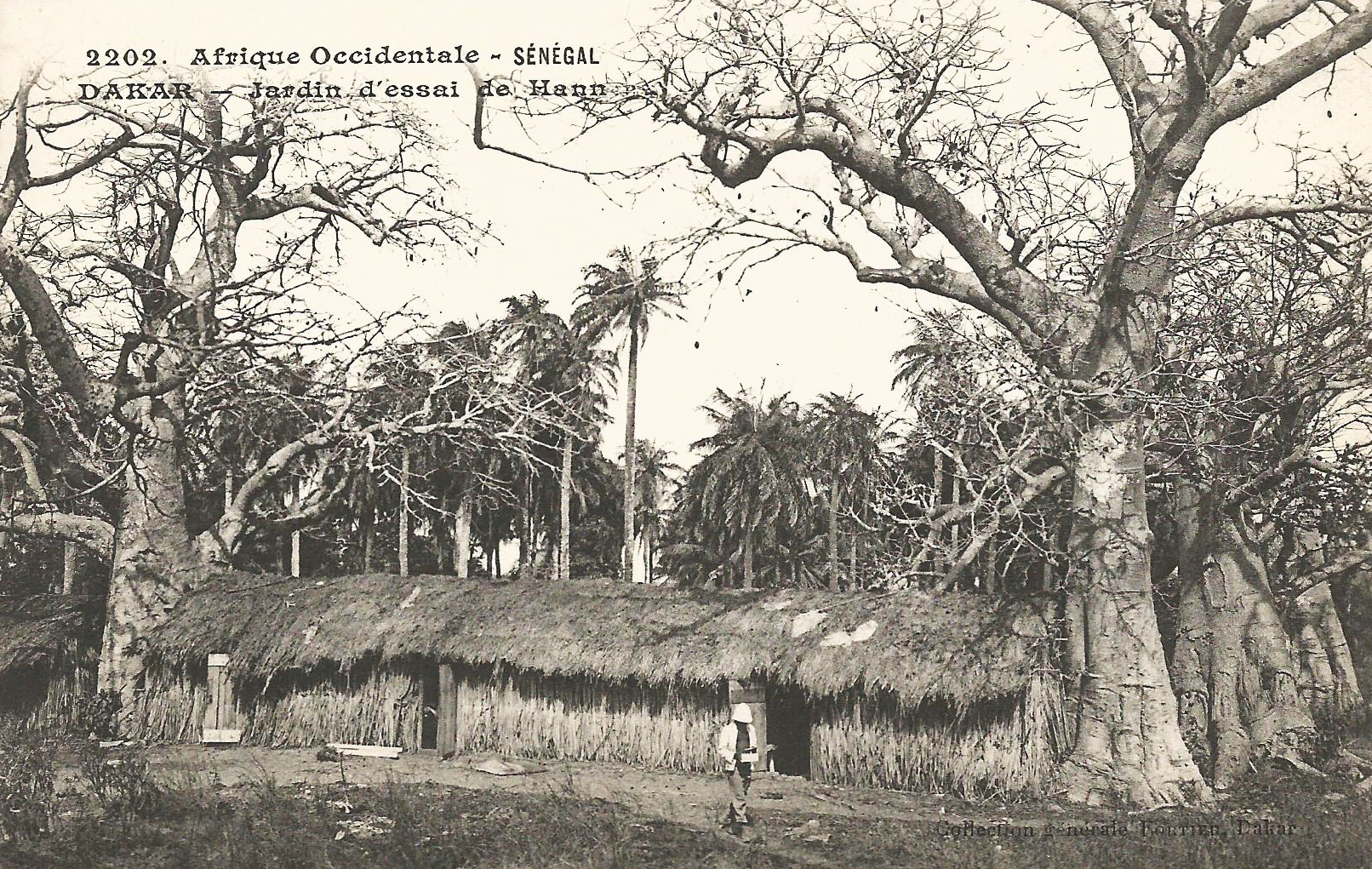
Pépinière.

## Organisation
L'ensemble du parc s'étend sur 60 hectares environ. Il comprend la forêt classée et un zoo de facture classique.

### Le parc forestier

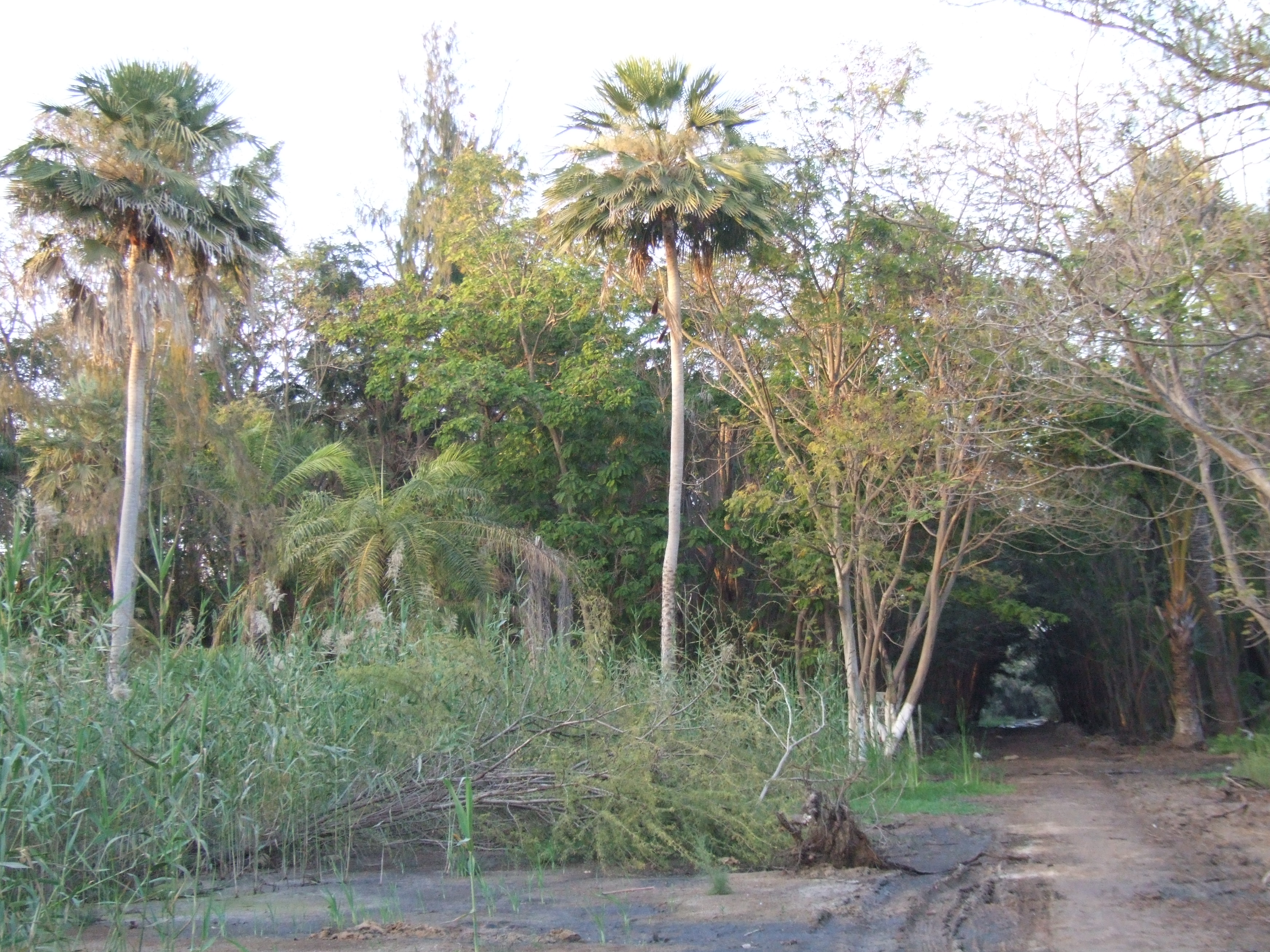
Le « poumon vert » de Dakar

Lieu de détente et de découverte au cœur de la capitale, il comprend notamment un arboretum, un carré botanique, un carré fruitier, une pépinière, des parterres gazonnés, des aires de jeux et un aquarium.

### Le parc zoologique

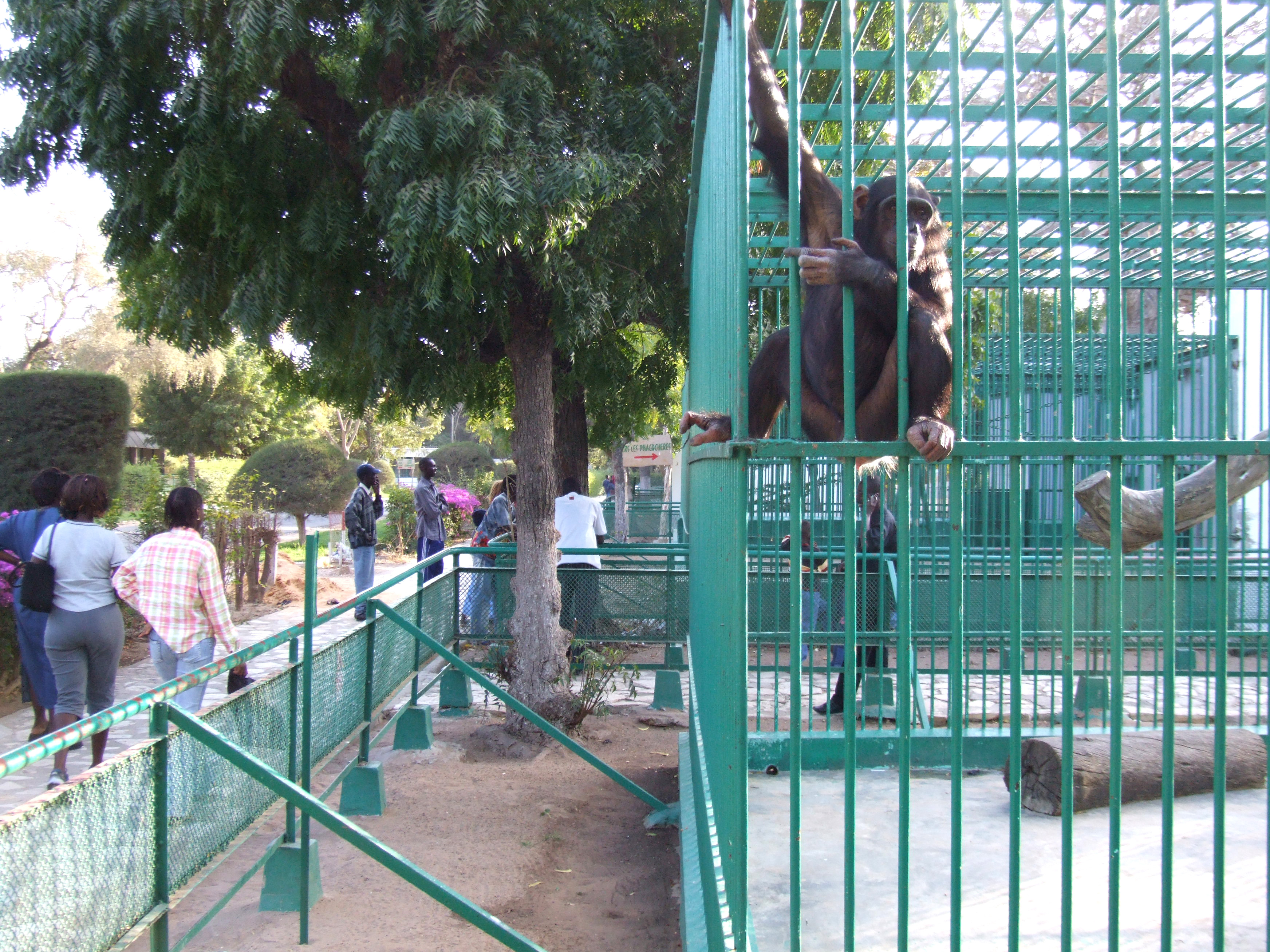
Un zoo classique

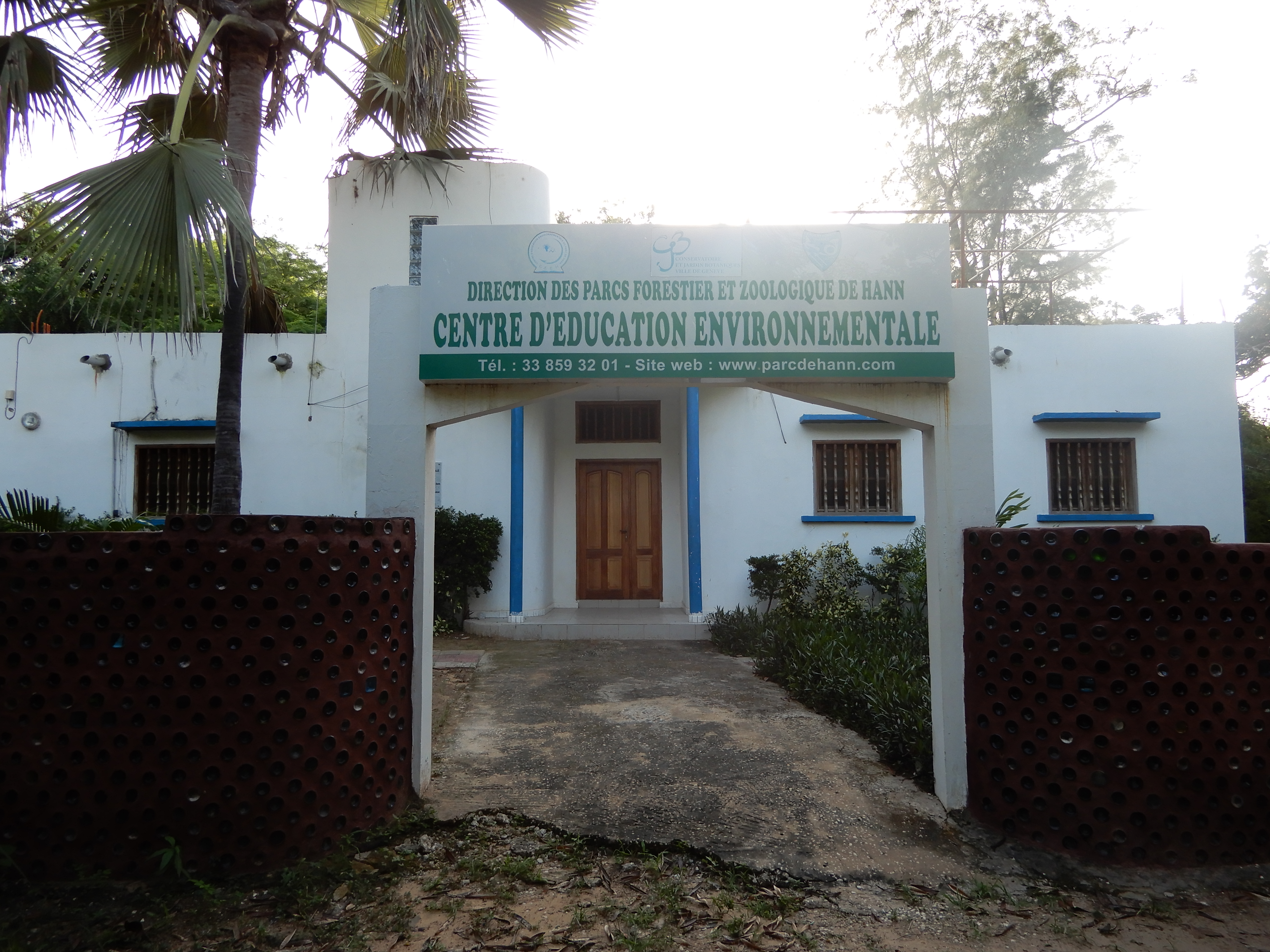
Centre d'éducation environnementale

La superficie du zoo est de sept hectares, dont quatre aménagés avec des cages, des fosses, des enclos ou des volières.
En 2002 on y dénombrait 134 pensionnaires, notamment des gazelles, des zébus, des oryx, des hyènes, des phacochères, des singes, des lions, des crocodiles, ainsi que divers oiseaux, notamment des marabouts et des calaos.

### Le Jardin ethnobotanique
Parmi l’attraction du Parc forestier, il y a le carré ethnobotanique. Il a été aménagé depuis 1934. Le jardin ethnobotanique renferme des espèces végétales de provenances diverses.
L’introduction et l’acclimatation des espèces exotique ainsi que le classement, l’identification et la production des espèces locales y ont occupé une place prépondérante dans le but de mieux répondre à sa double vocation scientifique et technique (travaux de recherche et études concernant la botanique).
Avec le Projet Suisse d’Education Environnementale, la jardin ethnobotanique a été réhabilitée et divisé en treize secteurs thématiques traitant des différentes utilisations de la plante par l’homme.
Des centaines d’espèces sont présentes à des fins de conservation, de recherche scientifique, d’éducation et d’exposition. Il constitue actuellement un outil pédagogique pour l’enseignement de la maternelle à l’université.
Plusieurs espèces ont été introduites et réparties au niveau des secteurs sur la base d’une classification.  Ainsi, on note des espèces aquatiques, des espèces condimentaires, des espèces industrielles, des espèces à parfum, des espèces médicinales, des espèces de cueillette, des espèces protégées, des espèces fruitiers, des espèces légumières et des espèces décoratives de l’habitat.
Toutes ces espèces sont identifiées et étiquetées avec des panneaux explicatifs.

### Le Centre d'Éducation Environnementale
Le programme éducatif tourne entre autres autour des thèmes ci-dessous pour l'élémentaire:
- La forêt, source d'énergie
- La forêt, source d'aliments
- La forêt, source de médicaments
- Impact de l'homme sur la forêt
- Régénération naturelle et reboisement
- La faune et sa conservation
- La pollution
- Les déchets et notre environnement

Ces activités se déroulent dans le centre, le jardin ethnobotanique, le zoo, ou la pépinière du parc de Hann
Pour les classes de maternelle, le programme est très vaste et diversifié (Sorties ornithologiques, confections d'objets à partir des plantes, dessins, jardinage, ...)

## Galerie

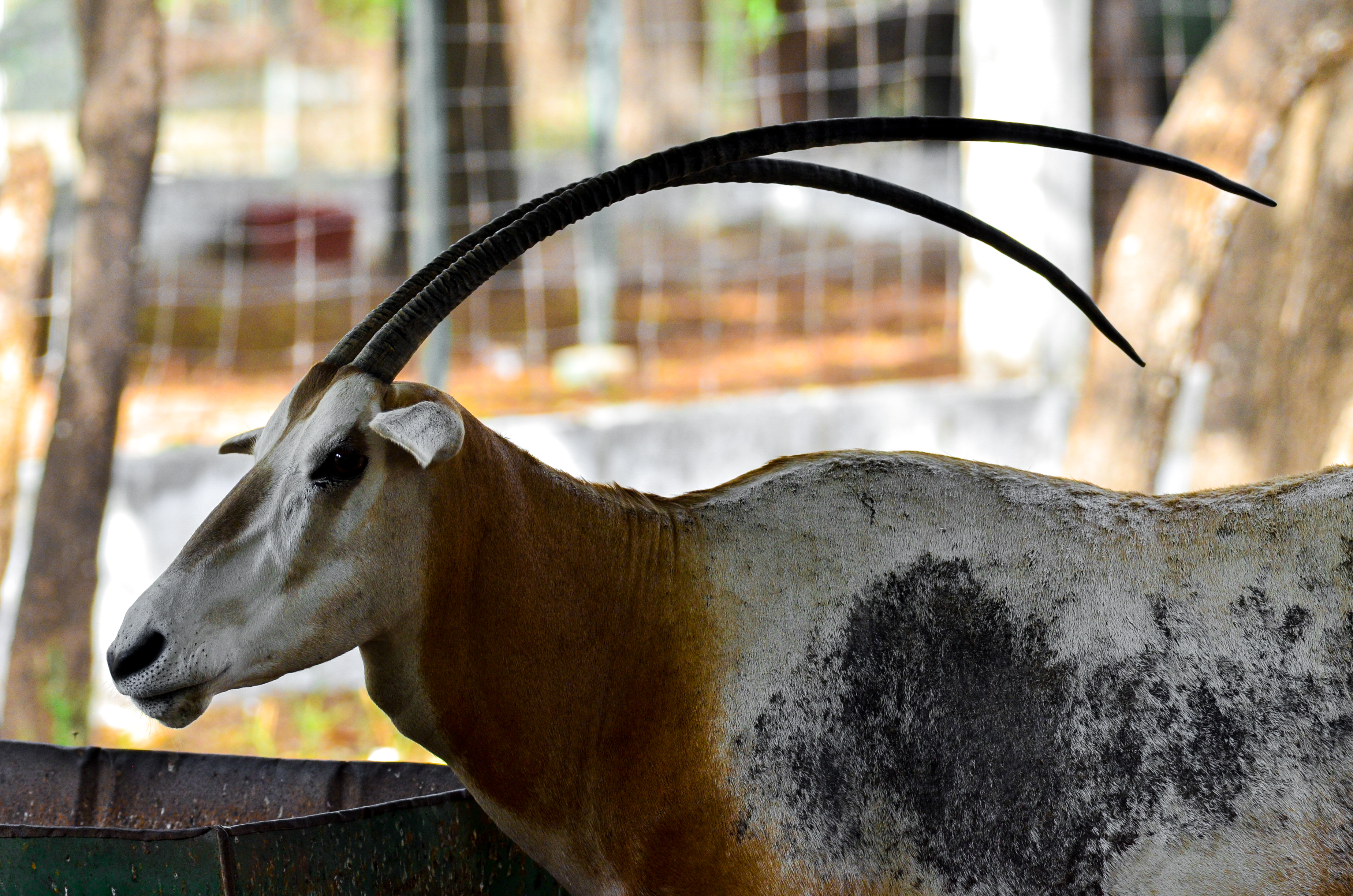
Oryx du Parc Forestier et Zoologique de Hann Sénégal
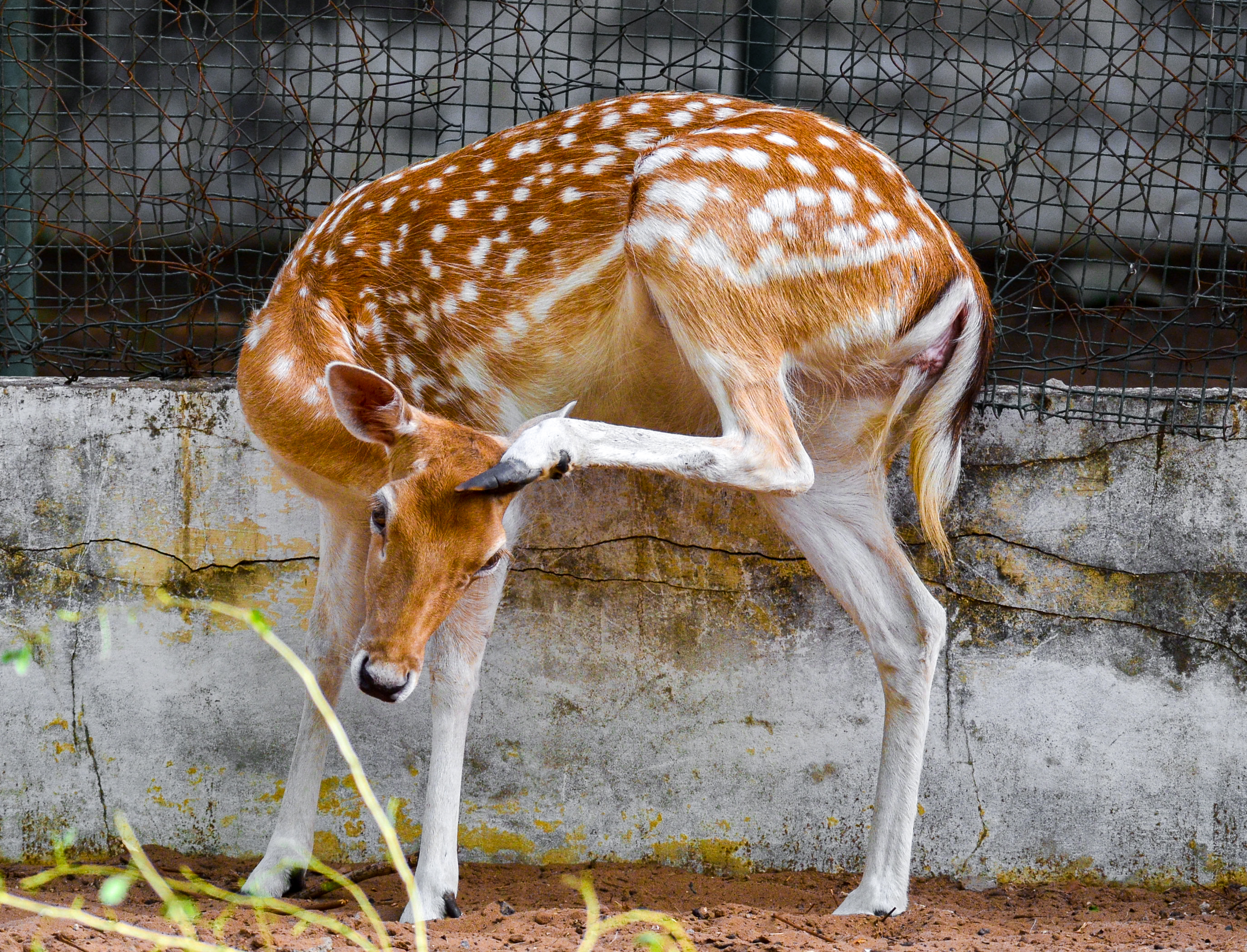
Cerf Tachetée du Parc Forestier et Zoologique de Hann Sénégal
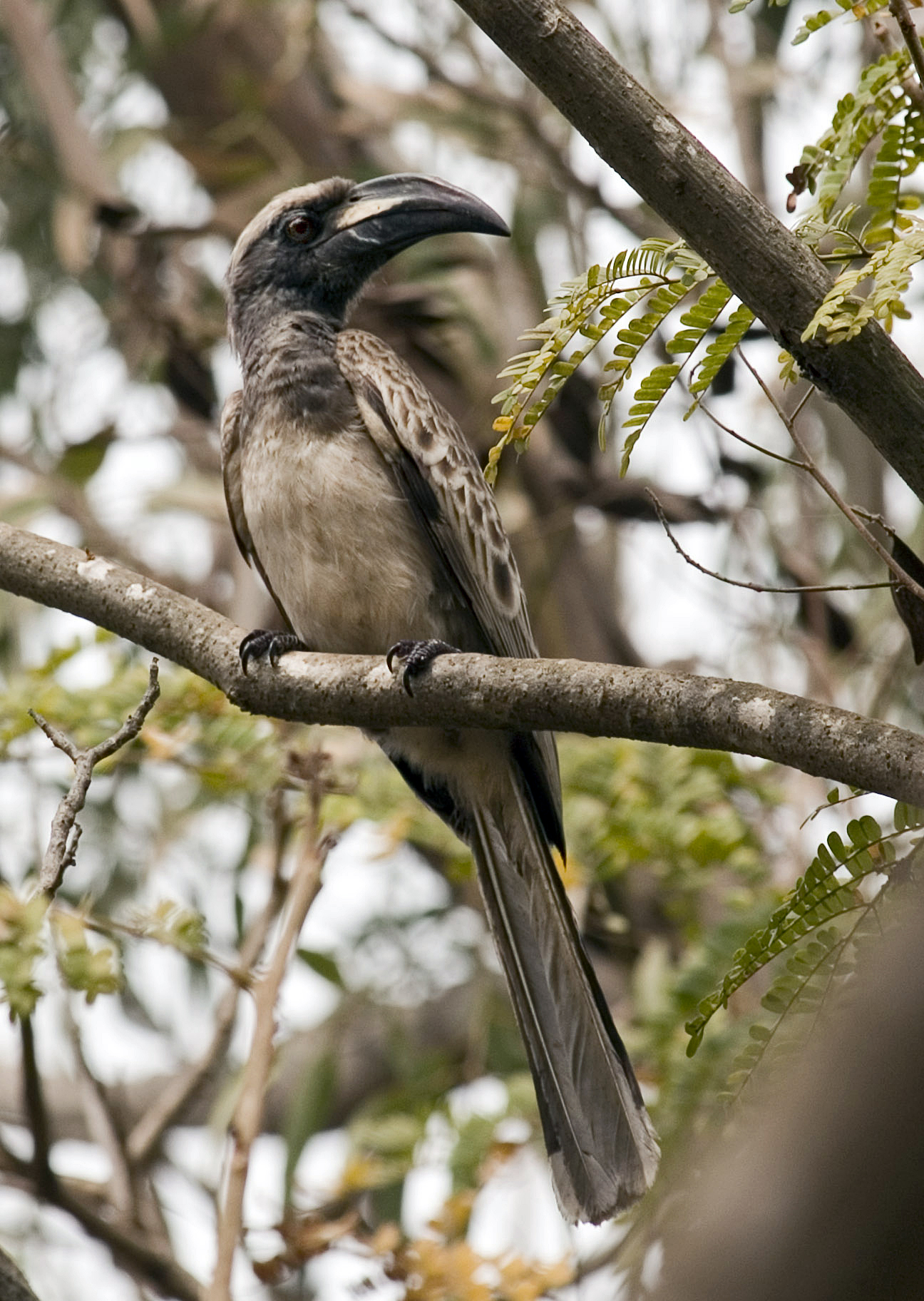
Calao à bec noir dans le parc
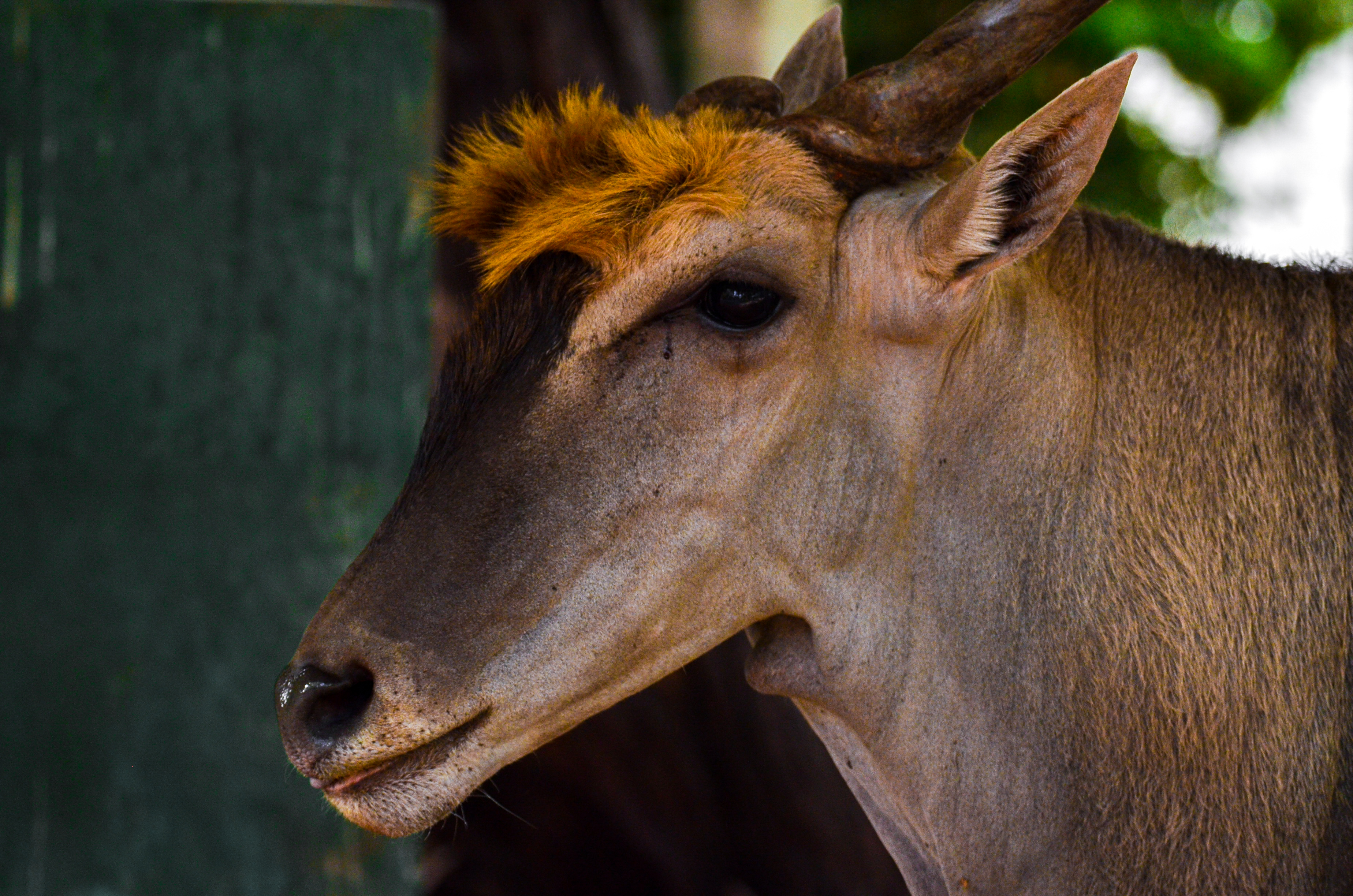
Eland dans le parc
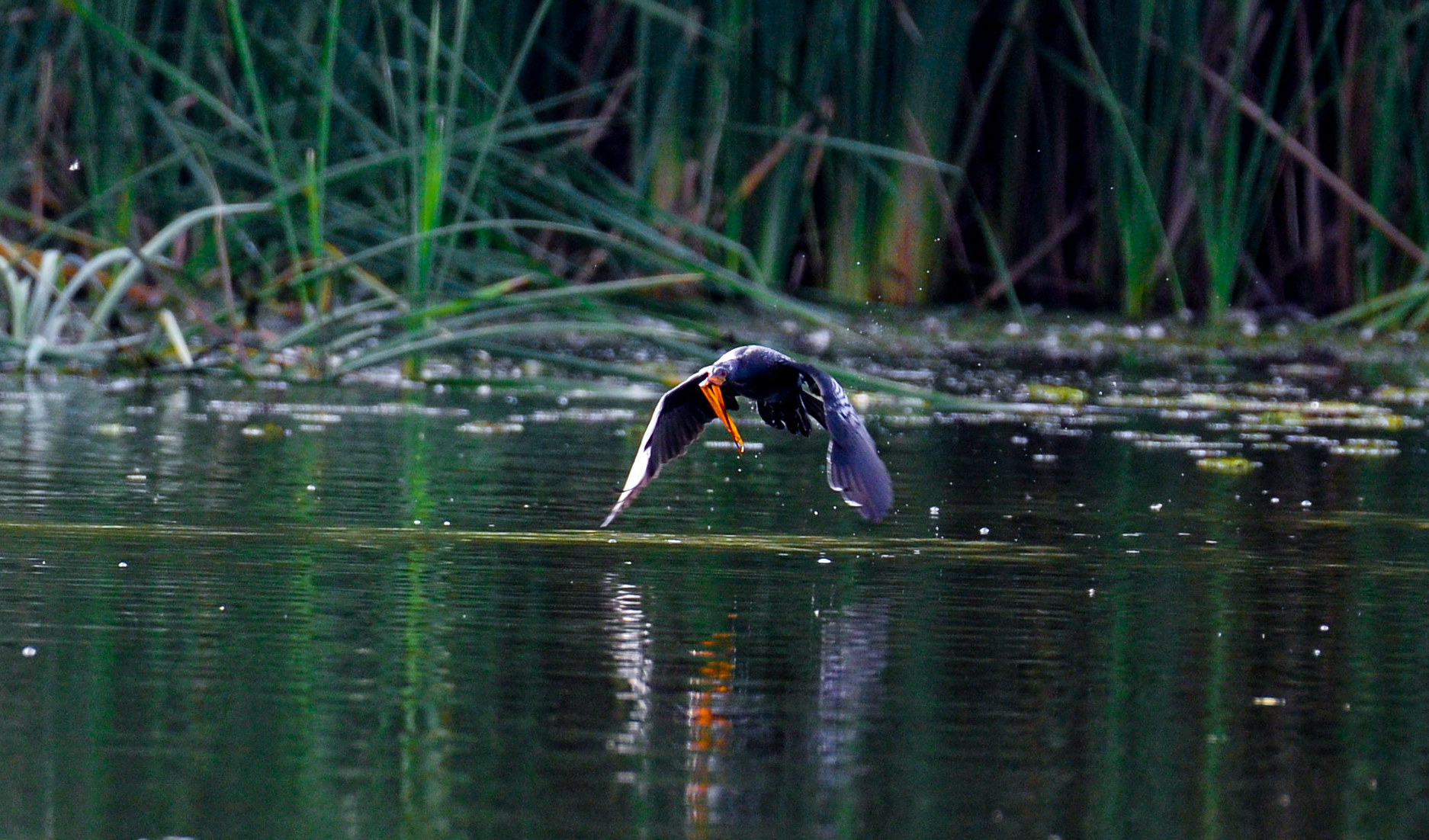
Cormoran
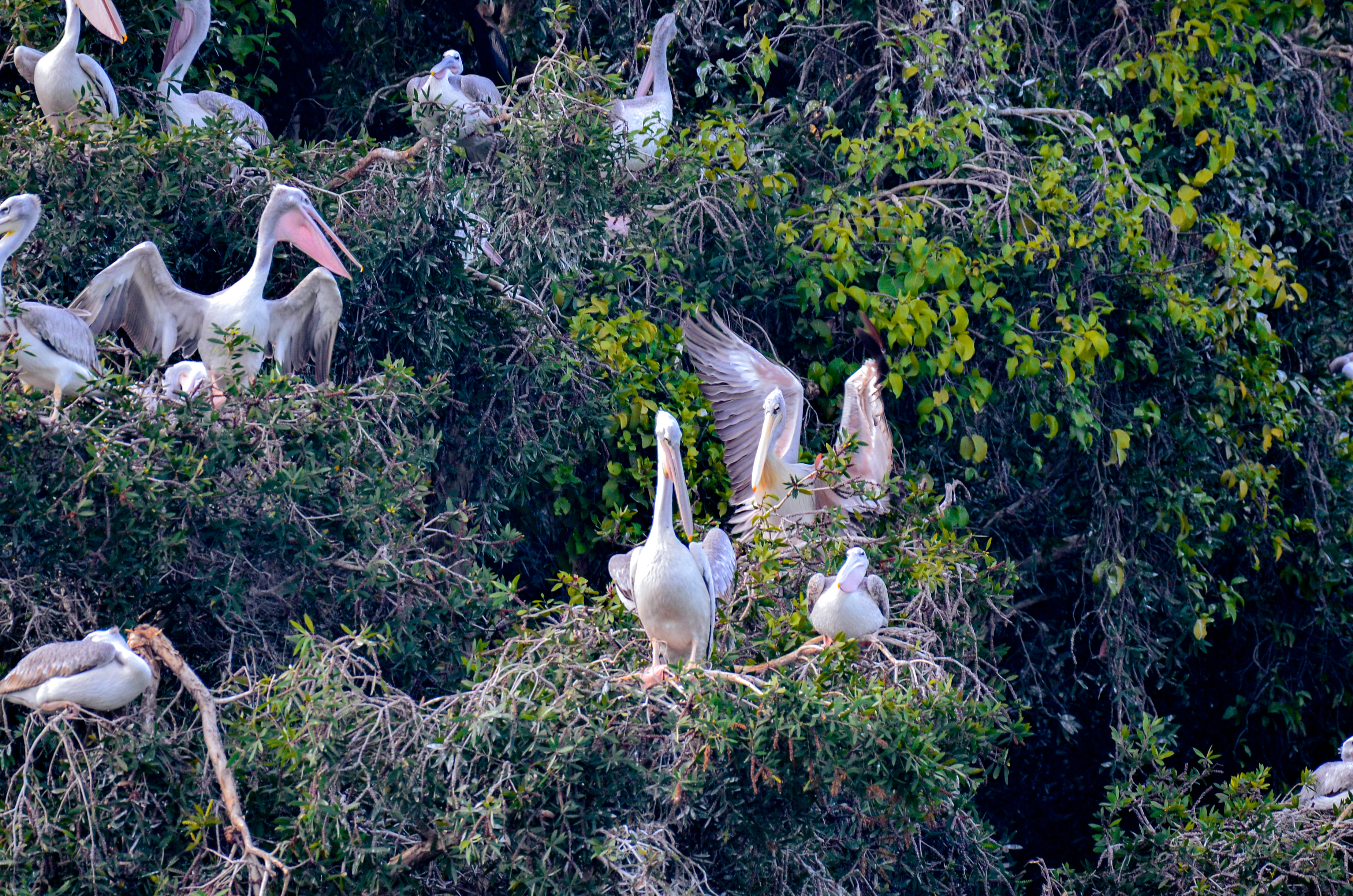
Pélican
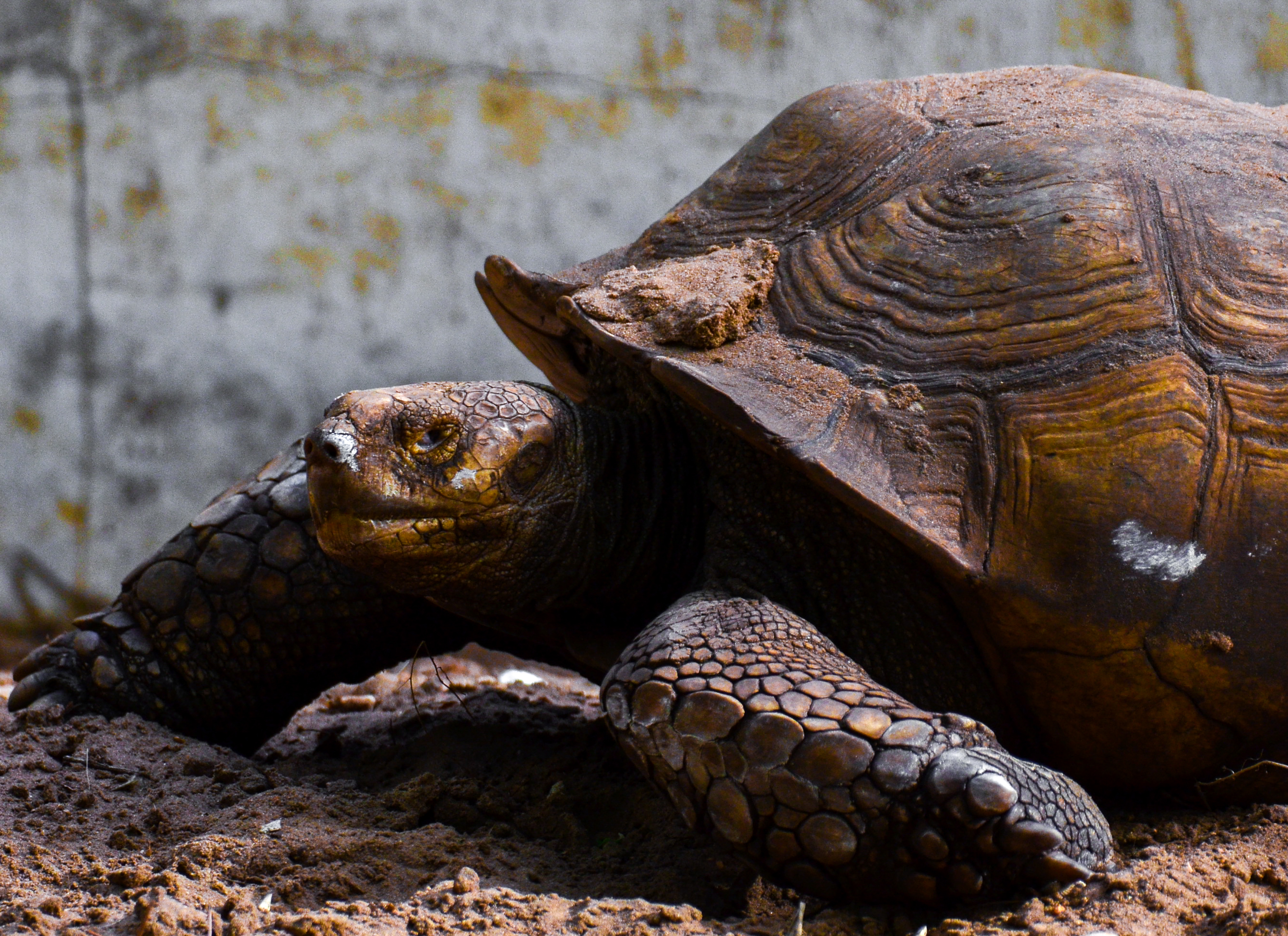
Tortue
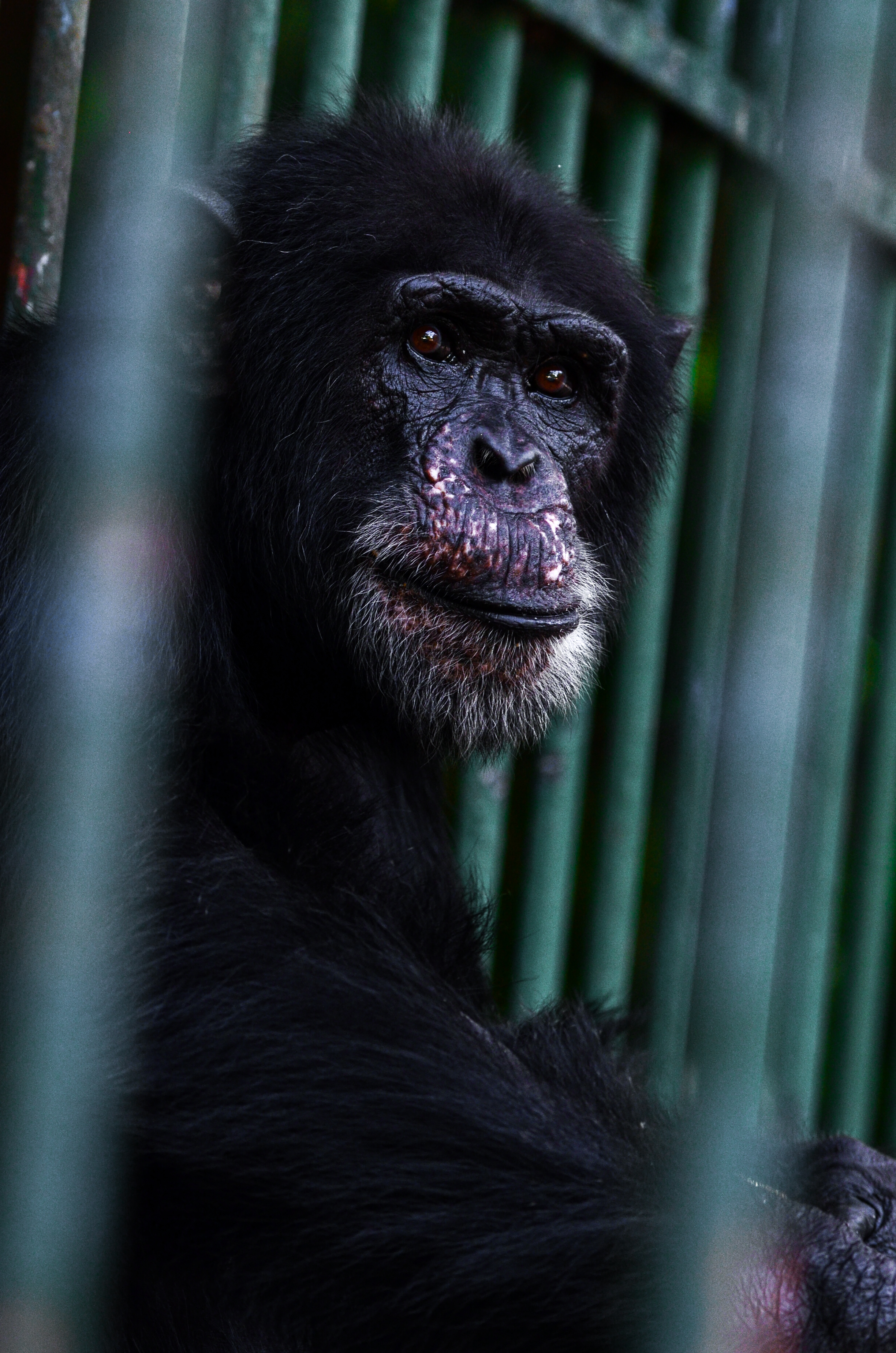
Singe
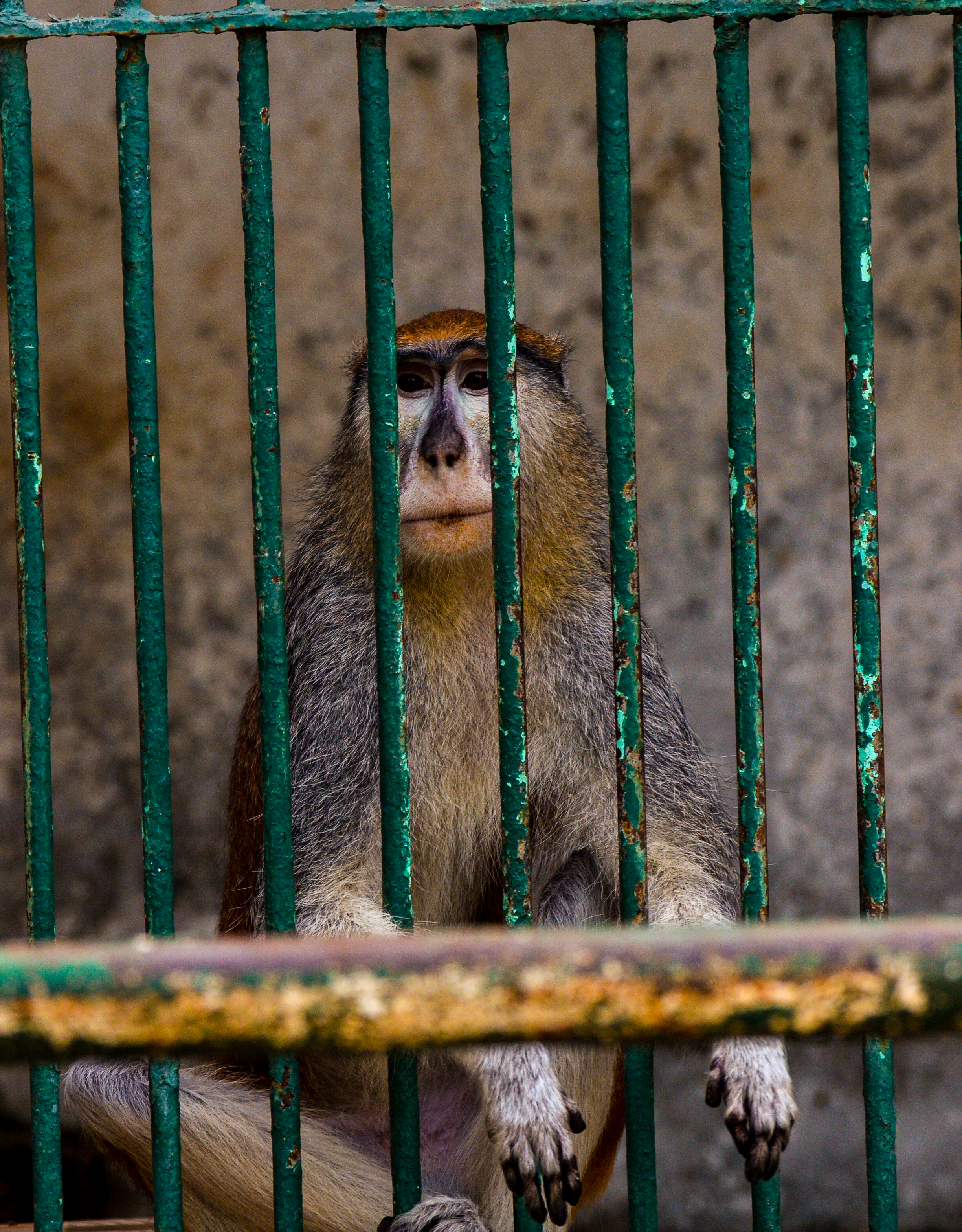
Singe
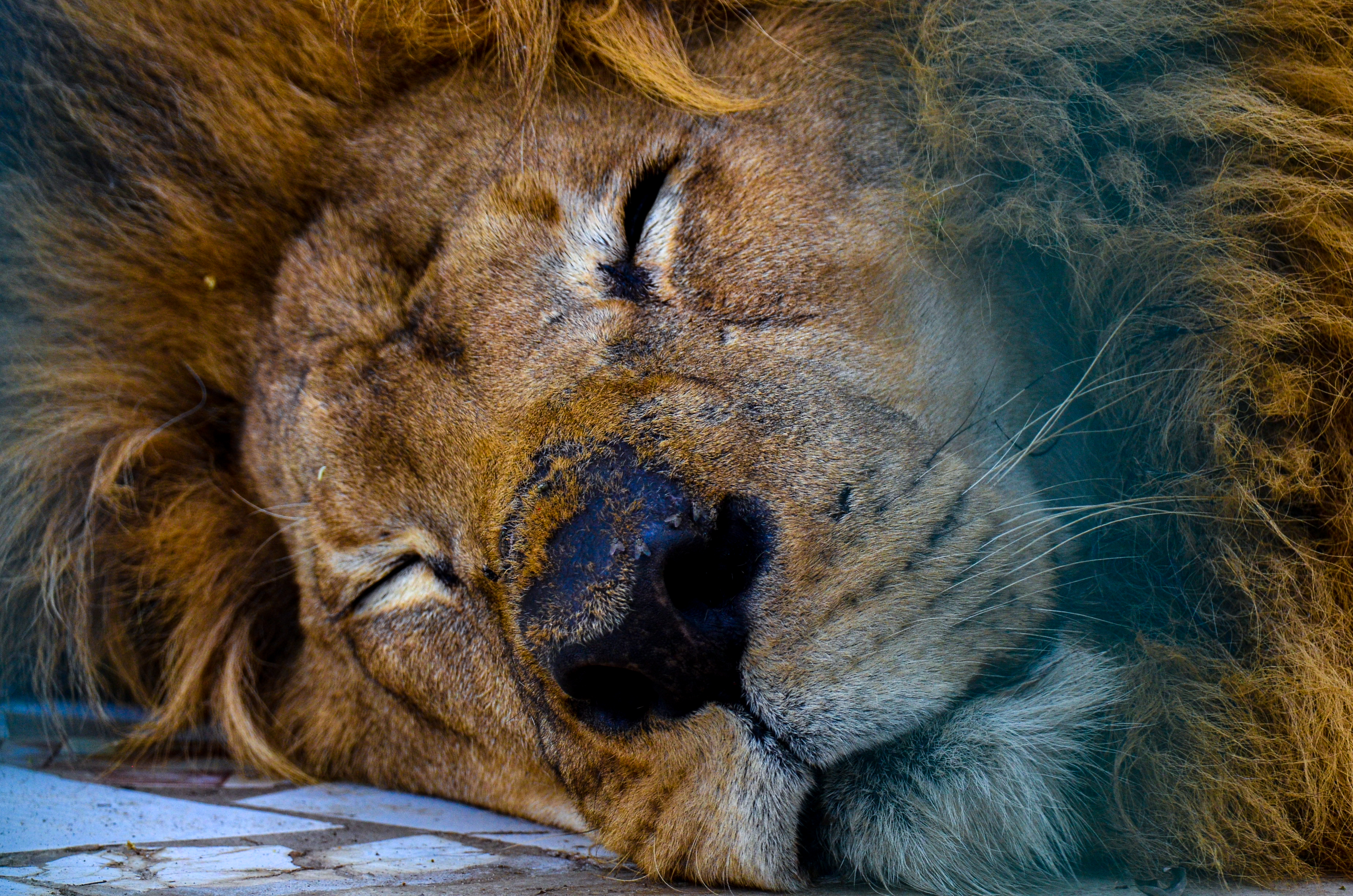
Lion
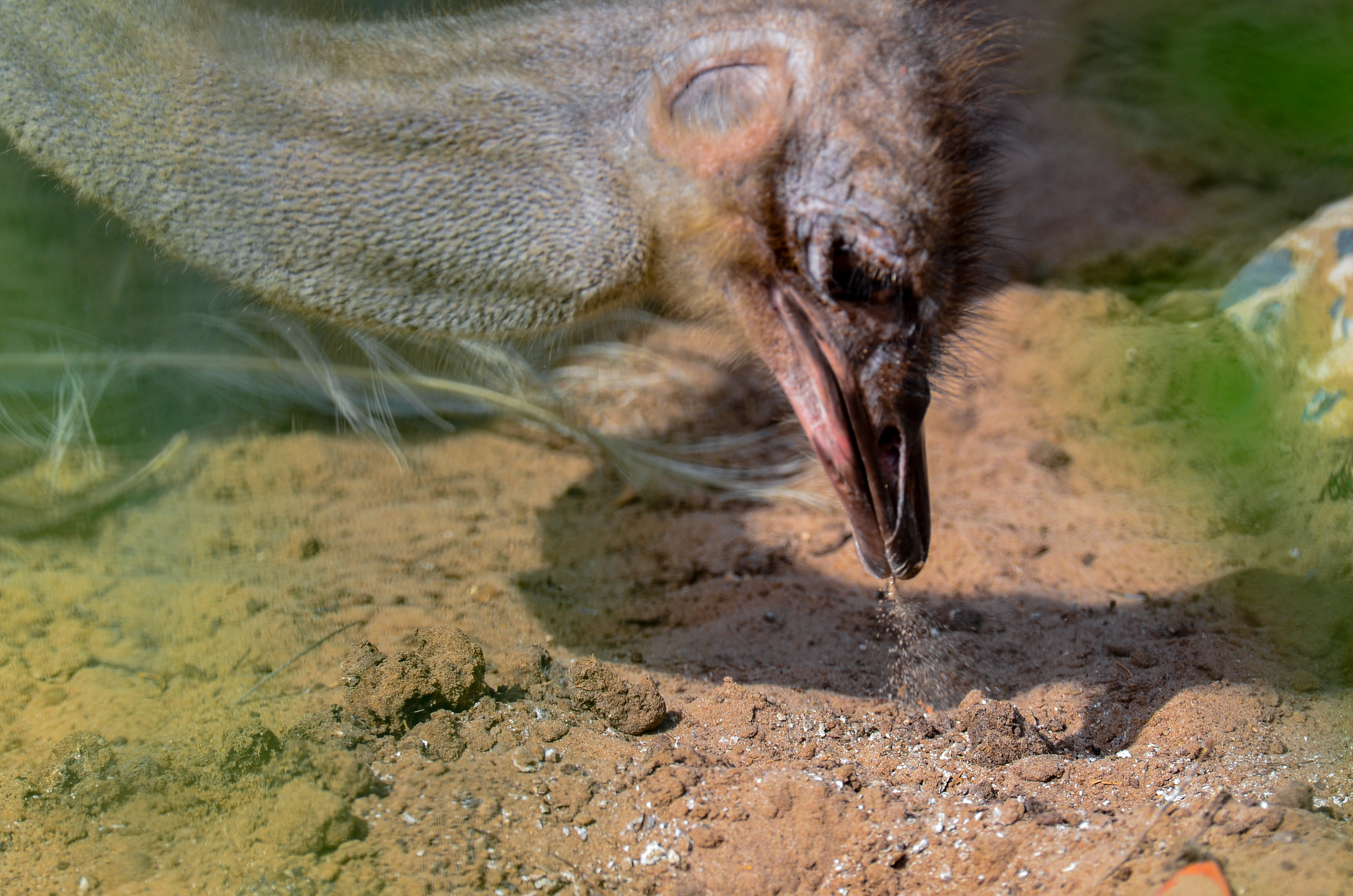
Autriche
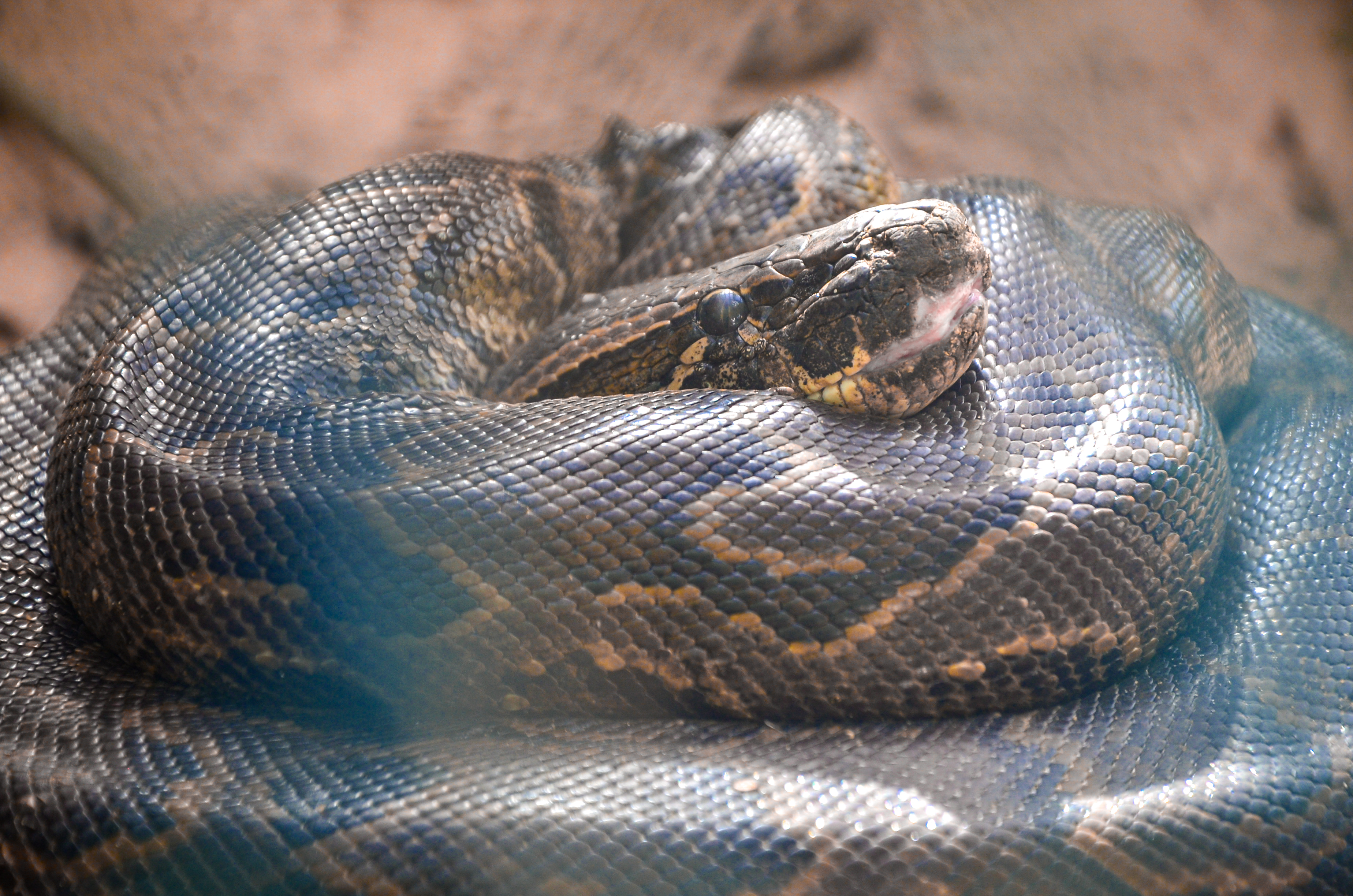
Python
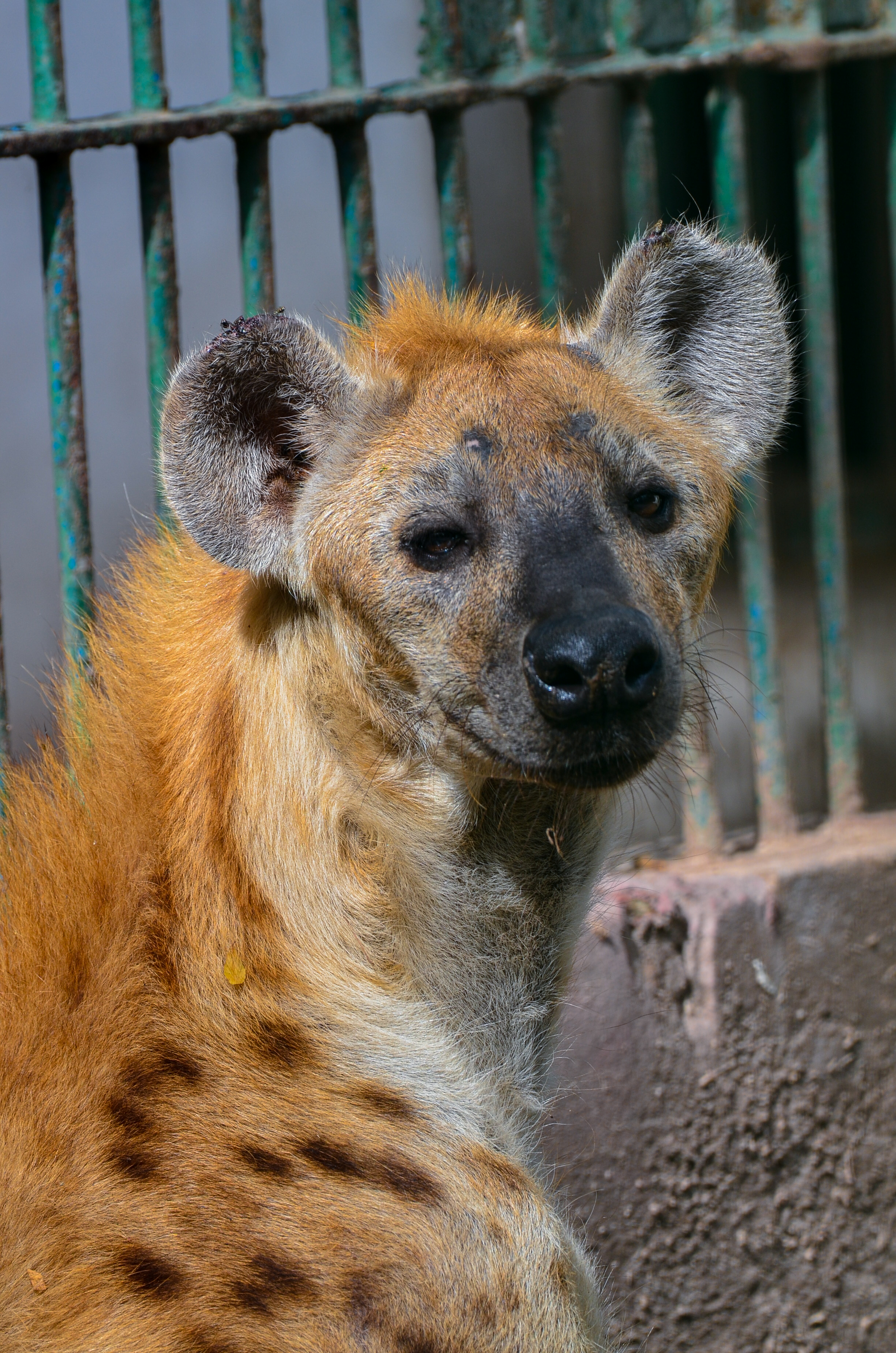
Hyène tachetée